# El Omaria
El Omaria (ou Omaria) est une commune de la wilaya de Médéa en Algérie.

## Géographie
La commune est située dans le tell central dans l'Atlas blidéen à environ 80 km au sud d'Alger et à 40 km à l'est de Médéa et à environ 72 km au sud-est de Blida et à  20 km à l'est de Berrouaghia et à 105 km à l'est de Aïn Defla et à 90 km à l ouest de Bouira.
| El Hamdania  | Hammam Melouane (Wilaya de Blida) | Baata               |
| Ouzera       | El Omaria                         | Baata, Sidi Naamane |
| Ouled Brahim | Ouled Brahim                      | Sidi Naamane        |

## Histoire
L'ancien nom d'El omaria est Champlain  du temps de la colonisation en hommage à Samuel Champlain l'explorateur et avant la colonisation elle se nommait bni bou yagoub.[réf. nécessaire]